# Liettres
Liettres est une commune française située dans le département du Pas-de-Calais en région Hauts-de-France. La commune est membre de la communauté d'agglomération de Béthune-Bruay, Artois-Lys Romane.
La commune est célèbre pour détenir le plus ancien témoignage mondial lié au cricket, le 25 octobre 1478 et renoue avec son histoire depuis 2015 avec le Liettres Challenge 1478.

## Géographie

### Localisation
Localisée dans l'est du département du Pas-de-Calais, dans l'Audomarois, Liettres est une commune traversée par la Laquette et qui est située, à vol d'oiseau, à 6 km au sud-ouest de la commune d'Aire-sur-la-Lys (aire d'attraction), à 17 km au sud-est de la commune de Saint-Omer et à 22 km au nord-ouest de la commune de Béthune (chef-lieu d'arrondissement).
Le territoire de la commune est limitrophe de ceux de six communes.
Les communes limitrophes sont Blessy, Estrée-Blanche, Linghem, Quernes, Rely et Witternesse.

### Géologie et relief
La superficie de la commune est de 3,07 km2 ; son altitude varie de 32  à   91 m.

### Hydrographie
Le territoire de la commune est situé dans le bassin Artois-Picardie.
La commune est drainée par la Laquette, cours d'eau naturel non navigable de 23,39 km, qui prend sa source dans la commune de Beaumetz-lès-Aire et se jette dans la Lys au niveau de la commune d'Aire-sur-la-Lys.

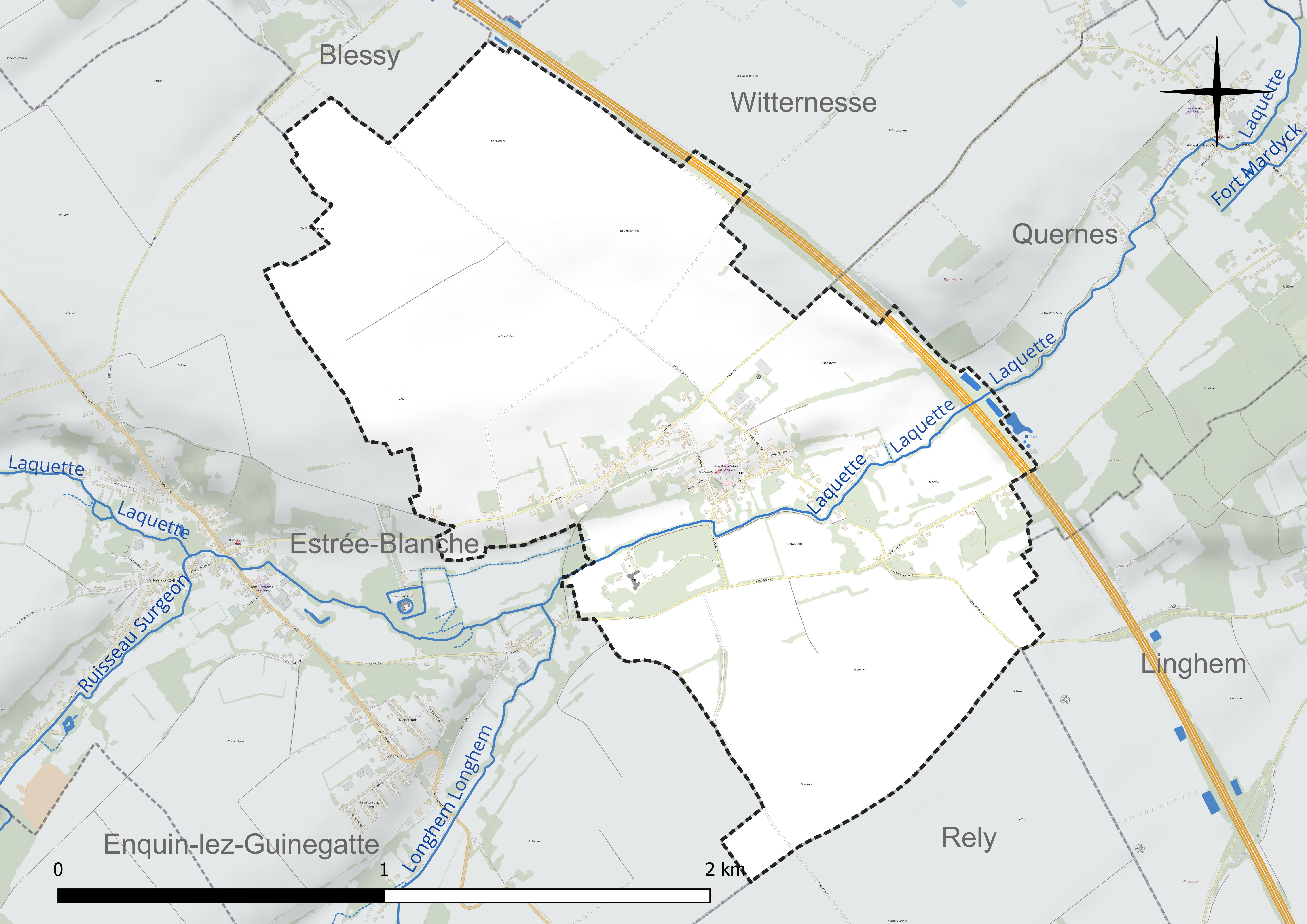
Réseau hydrographique de Liettres.

### Climat
Pour des articles plus généraux, voir Climat des Hauts-de-France et Climat du Pas-de-Calais.
En 2010, le climat de la commune est de type climat océanique franc, selon une étude du CNRS s'appuyant sur une série de données couvrant la période 1971-2000. En 2020, Météo-France publie une typologie des climats de la France métropolitaine dans laquelle la commune est exposée à un climat océanique et est dans la région climatique Côtes de la Manche orientale, caractérisée par un faible ensoleillement (1 550 h/an) ; forte humidité de l’air (plus de 20 h/jour avec humidité relative > 80 % en hiver), vents forts fréquents.
Pour la période 1971-2000, la température annuelle moyenne est de 10,3 °C, avec une amplitude thermique annuelle de 13,5 °C. Le cumul annuel moyen de précipitations est de 847 mm, avec 13,2 jours de précipitations en janvier et 8,2 jours en juillet. Pour la période 1991-2020, la température moyenne annuelle observée sur la station météorologique la plus proche, située sur la commune de Fiefs à 10 km à vol d'oiseau, est de 10,4 °C et le cumul annuel moyen de précipitations est de 1 070,6 mm,. Pour l'avenir, les paramètres climatiques de la commune estimés pour 2050 selon différents scénarios d'émission de gaz à effet de serre sont consultables sur un site dédié publié par Météo-France en novembre 2022.

### Milieux naturels et biodiversité

#### Espèces faunistiques et floristiques
L’Inventaire national du patrimoine naturel (INPN) recense plusieurs espèces faunistiques et floristiques sur le territoire de la commune dont certaines sont protégées et d’autres menacées et quasi-menacées.

## Urbanisme

### Typologie
Au 1er janvier 2024, Liettres est catégorisée commune rurale à habitat dispersé, selon la nouvelle grille communale de densité à sept niveaux définie par l'Insee en 2022.
Elle appartient à l'unité urbaine d'Enquin-lez-Guinegatte, une agglomération intra-départementale regroupant trois  communes, dont elle est une commune de la banlieue,,. Par ailleurs la commune fait partie de l'aire d'attraction d'Aire-sur-la-Lys, dont elle est une commune de la couronne,. Cette aire, qui regroupe 15 communes, est catégorisée dans les aires de moins de 50 000 habitants,.

### Occupation des sols
L'occupation des sols de la commune, telle qu'elle ressort de la base de données européenne d’occupation biophysique des sols Corine Land Cover (CLC), est marquée par l'importance des territoires agricoles (91,8 % en 2018), une proportion identique à celle de 1990 (91,8 %). La répartition détaillée en 2018 est la suivante : 
terres arables (71 %), zones agricoles hétérogènes (13,4 %), zones urbanisées (8,2 %), prairies (7,3 %). L'évolution de l’occupation des sols de la commune et de ses infrastructures peut être observée sur les différentes représentations cartographiques du territoire : la carte de Cassini (XVIIIe siècle), la carte d'état-major (1820-1866) et les cartes ou photos aériennes de l'IGN pour la période actuelle (1950 à aujourd'hui).

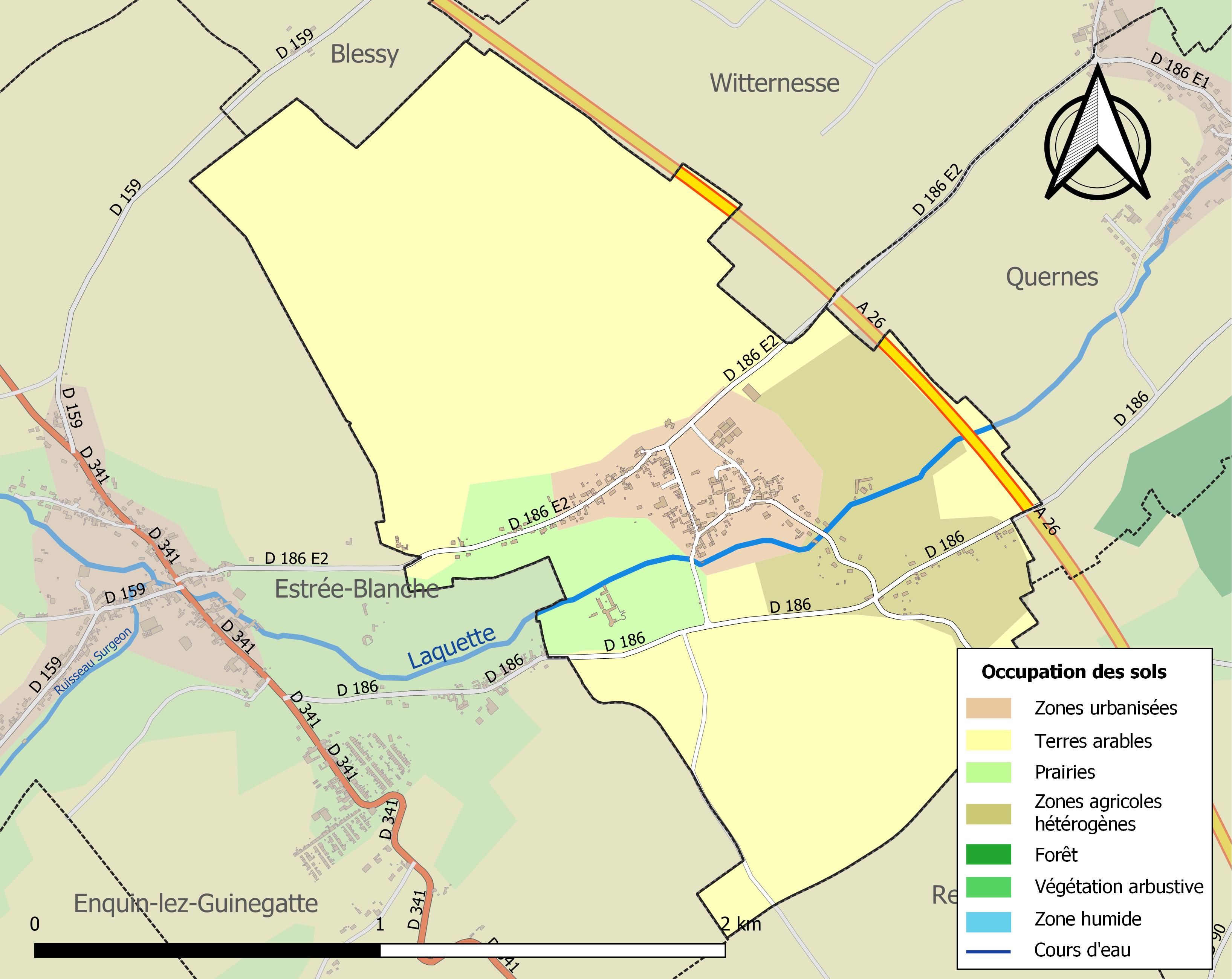
Carte des infrastructures et de l'occupation des sols de la commune en 2018 (CLC).

## Toponymie
Le nom de la localité est attesté sous les formes Listes (1157) ; Lestes (1181-1185) ; Liestes (1187) ; Liestæ (1316) ; Lyestes (1318) ; Liètes (XIVe siècle) ; Liètre (1606) ; Liestres (1684).
Liste en flamand. 
Listes (1157), Liestes (1187), Liètre (1606).

## Histoire
Avant la Révolution française, Liettres est le siège d'une seigneurie. En 1766, la seigneurie, dont dépendent plusieurs fiefs, est érigée en baronnie.
Le château de Liettres (voir ci-dessous section Lieux et monuments) témoigne du passé de la commune. Il a été acheté après 1542 par Jean de Zomberghe, seigneur de Liètres, une de personnalités de la commune.

## Politique et administration

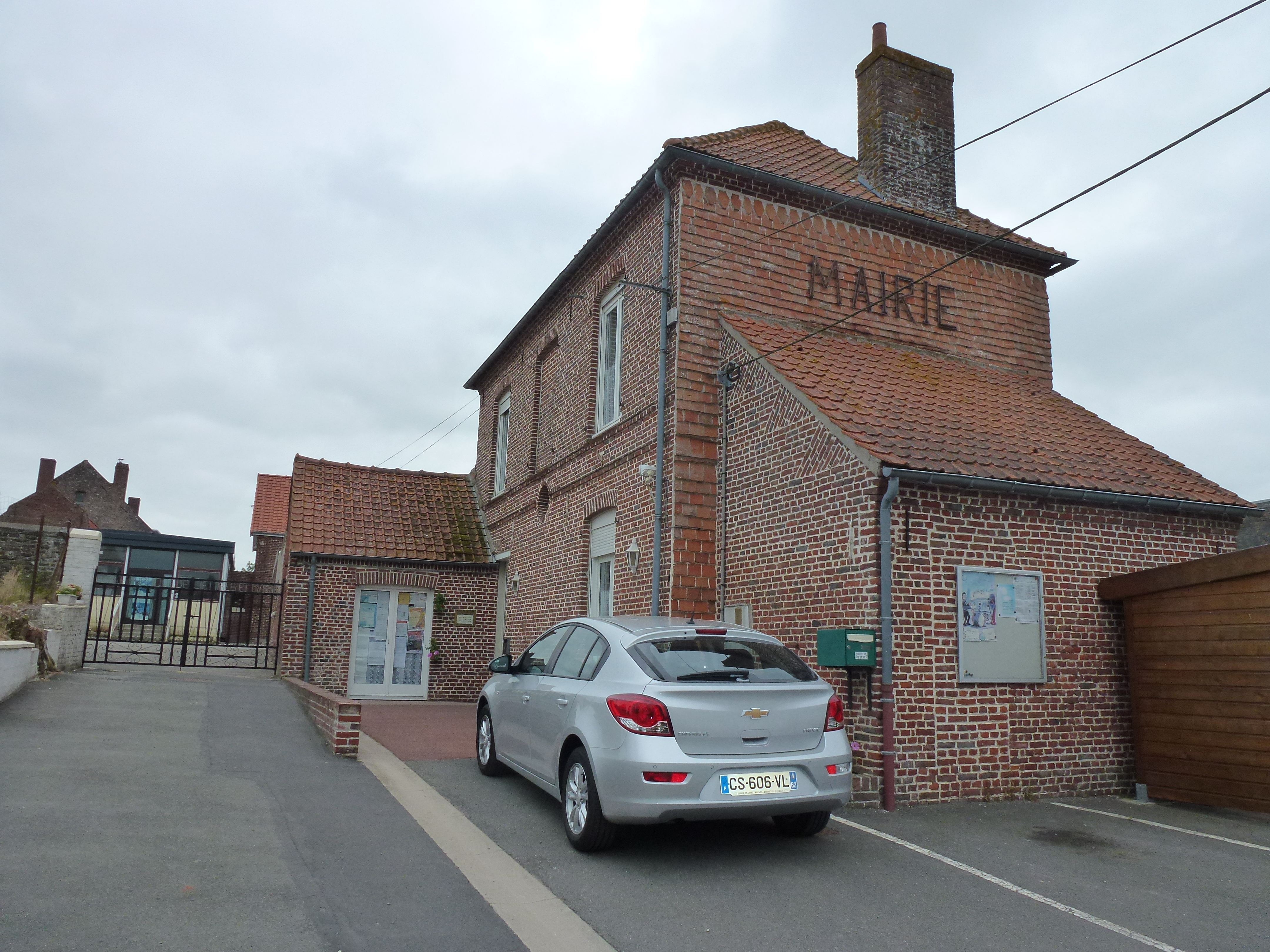
La mairie.

### Découpage territorial
La commune se trouve dans l'arrondissement de Béthune du département du Pas-de-Calais.

#### Commune et intercommunalités
La commune est membre de la communauté d'agglomération de Béthune-Bruay, Artois-Lys Romane qui regroupe 100 communes et compte 275 327 habitants en 2021.

#### Circonscriptions administratives
La commune est rattachée au canton d'Aire-sur-la-Lys.

#### Circonscriptions électorales
Pour l'élection des députés, la commune fait partie de la huitième circonscription du Pas-de-Calais.

### Élections municipales et communautaires

#### Liste des maires
| Période                                  | Période                    | Identité           | Étiquette | Qualité                             |
| ---------------------------------------- | -------------------------- | ------------------ | --------- | ----------------------------------- |
| Les données manquantes sont à compléter. |                            |                    |           |                                     |
| avant 1995                               | ?                          | Paul Fiévet        |           |                                     |
| 2001                                     | 2004                       | Jean-Claude Cattez |           | Démissionnaire                      |
| 2004                                     | 2020                       | Marcel Pruvost     | DVD       | Réélu pour le mandat 2014-2020,     |
| 2020                                     | 2021                       | Dominique Ansel    |           | Mort en fonction                    |
| 4 juin 2021                              | En cours (au 25 mars 2022) | Pierre Becuwe      |           | Ouvrier qualifié de type artisanal, |

## Équipements et services publics

### Espaces publics
La commune fait partie des villages labellisés Village Patrimoine du Pays de la Lys Romane, qui œuvrent à mettre en avant leurs patrimoines matériels et/ou immatériels (historique, culturel, naturel, architectural, etc.).

## Population et société

### Démographie

#### Évolution démographique
L'évolution du nombre d'habitants est connue à travers les recensements de la population effectués dans la commune depuis 1793. Pour les communes de moins de 10 000 habitants, une enquête de recensement portant sur toute la population est réalisée tous les cinq ans, les populations de référence des années intermédiaires étant quant à elles estimées par interpolation ou extrapolation. Pour la commune, le premier recensement exhaustif entrant dans le cadre du nouveau dispositif a été réalisé en 2006.

En 2022, la commune comptait 368 habitants, en évolution de +13,93 % par rapport à 2016 (Pas-de-Calais : −0,72 %, France hors Mayotte : +2,11 %).
| 1793 | 1800 | 1806 | 1821 | 1831 | 1836 | 1841 | 1846 | 1851 |
| ---- | ---- | ---- | ---- | ---- | ---- | ---- | ---- | ---- |
| 202  | 277  | 283  | 333  | 387  | 382  | 382  | 401  | 385  |

| 1856 | 1861 | 1866 | 1872 | 1876 | 1881 | 1886 | 1891 | 1896 |
| ---- | ---- | ---- | ---- | ---- | ---- | ---- | ---- | ---- |
| 399  | 437  | 492  | 500  | 540  | 556  | 530  | 369  | 347  |

| 1901 | 1906 | 1911 | 1921 | 1926 | 1931 | 1936 | 1946 | 1954 |
| ---- | ---- | ---- | ---- | ---- | ---- | ---- | ---- | ---- |
| 354  | 310  | 314  | 375  | 333  | 297  | 271  | 275  | 250  |

| 1962 | 1968 | 1975 | 1982 | 1990 | 1999 | 2006 | 2011 | 2016 |
| ---- | ---- | ---- | ---- | ---- | ---- | ---- | ---- | ---- |
| 247  | 226  | 229  | 241  | 224  | 239  | 280  | 295  | 323  |

| 2021 | 2022 | - | - | - | - | - | - | - |
| ---- | ---- | - | - | - | - | - | - | - |
| 355  | 368  | - | - | - | - | - | - | - |

#### Pyramide des âges
La population de la commune est relativement jeune.
En 2018, le taux de personnes d'un âge inférieur à 30 ans s'élève à 44,3 %, soit au-dessus de la moyenne départementale (36,7 %). À l'inverse, le taux de personnes d'âge supérieur à 60 ans est de 14,6 % la même année, alors qu'il est de 24,9 % au niveau départemental.
En 2018, la commune comptait 171 hommes pour 160 femmes, soit un taux de 51,66 % d'hommes, largement supérieur au taux départemental (48,50 %).
Les pyramides des âges de la commune et du département s'établissent comme suit.
| Hommes | Classe d’âge | Femmes |
| ------ | ------------ | ------ |
| 0,6    | 90 ou +      | 0,6    |
| 3,6    | 75-89 ans    | 5,8    |
| 9,6    | 60-74 ans    | 9,0    |
| 16,8   | 45-59 ans    | 16,7   |
| 23,4   | 30-44 ans    | 25,6   |
| 19,8   | 15-29 ans    | 19,2   |
| 26,3   | 0-14 ans     | 23,1   |

| Hommes | Classe d’âge | Femmes |
| ------ | ------------ | ------ |
| 0,5    | 90 ou +      | 1,6    |
| 5,6    | 75-89 ans    | 8,9    |
| 16,7   | 60-74 ans    | 18,1   |
| 20,2   | 45-59 ans    | 19,2   |
| 18,9   | 30-44 ans    | 18,1   |
| 18,2   | 15-29 ans    | 16,2   |
| 19,9   | 0-14 ans     | 17,9   |

## Culture locale et patrimoine

### Lieux et monuments

#### Monument historique
Le château privé de Liettres fait l’objet d’une inscription au titre des monuments historiques depuis le 11 février 1929.
D'après la chronique de Molinet il semblerait qu'il a été construit peu avant 1479 par messire Simon de Luxembourg, prévost de l'église de Saint-Omer, cette année-là il a été incendié devant la progression de l'armée de Maximilien d'Autriche. Le château fut de nouveau brulé en 1542 par les troupes du duc de Vendôme, Antoine de Bourbon  Il a été acheté par Jean de Zomberghe et il est resté dans sa descendance. Il a reçu au cours des siècles des transformations, en 1720 le corps du logis a été reconstruit.
Élevé sur un terre-plein artificiel dans la vallée marécageuse de la Laquette qui alimentait les fossés, le château était alors constitué de quatre corps de bâtiment, formant approximativement un carré cantonné de fortes tours cylindriques très saillantes. L'épaisseur des murs, parementés en craie taillée au-dessus d'un soubassement de grès, allait de 2,50 m dans les courtines, à 5 m dans certaines tours.

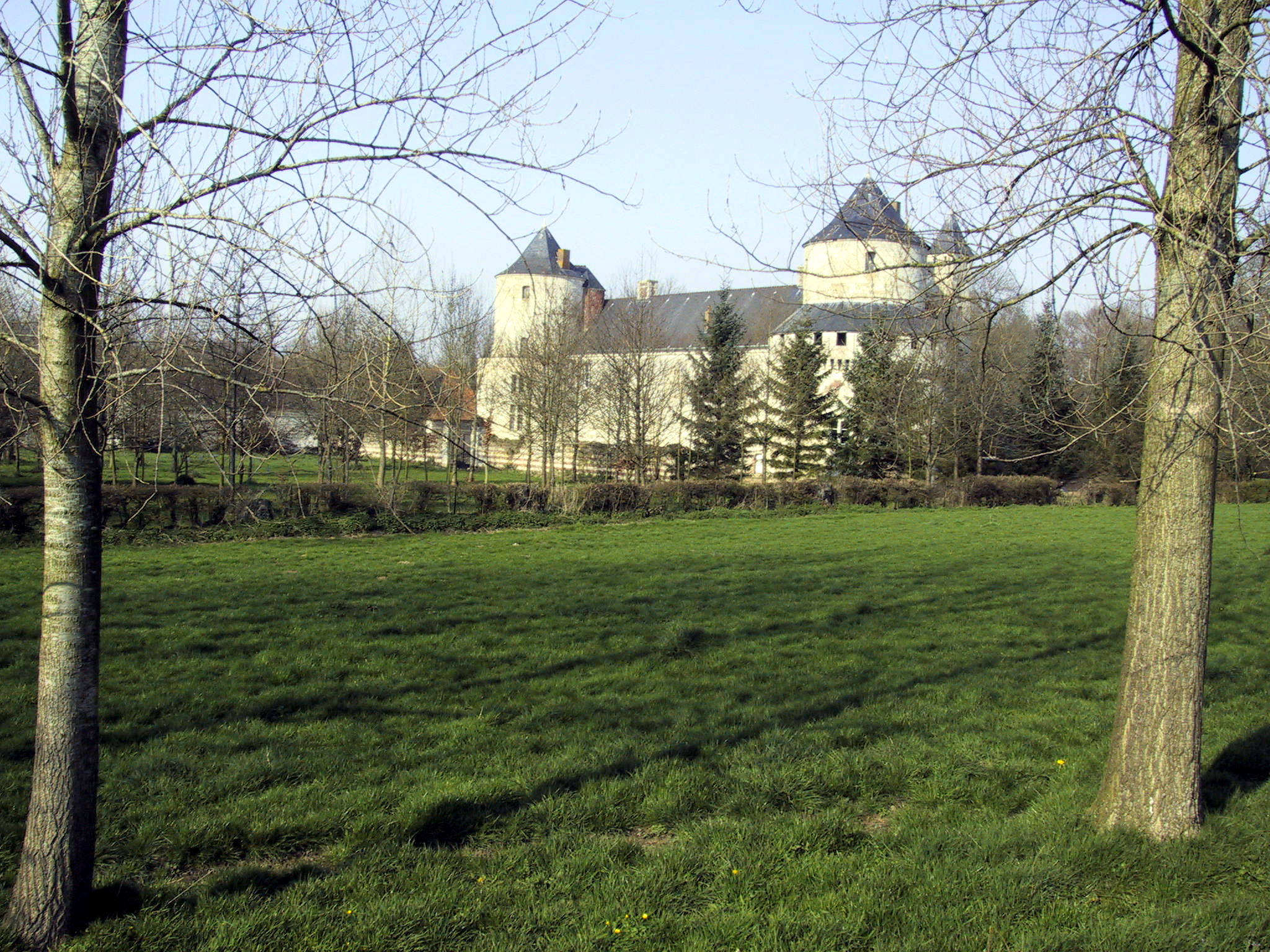
Le château.
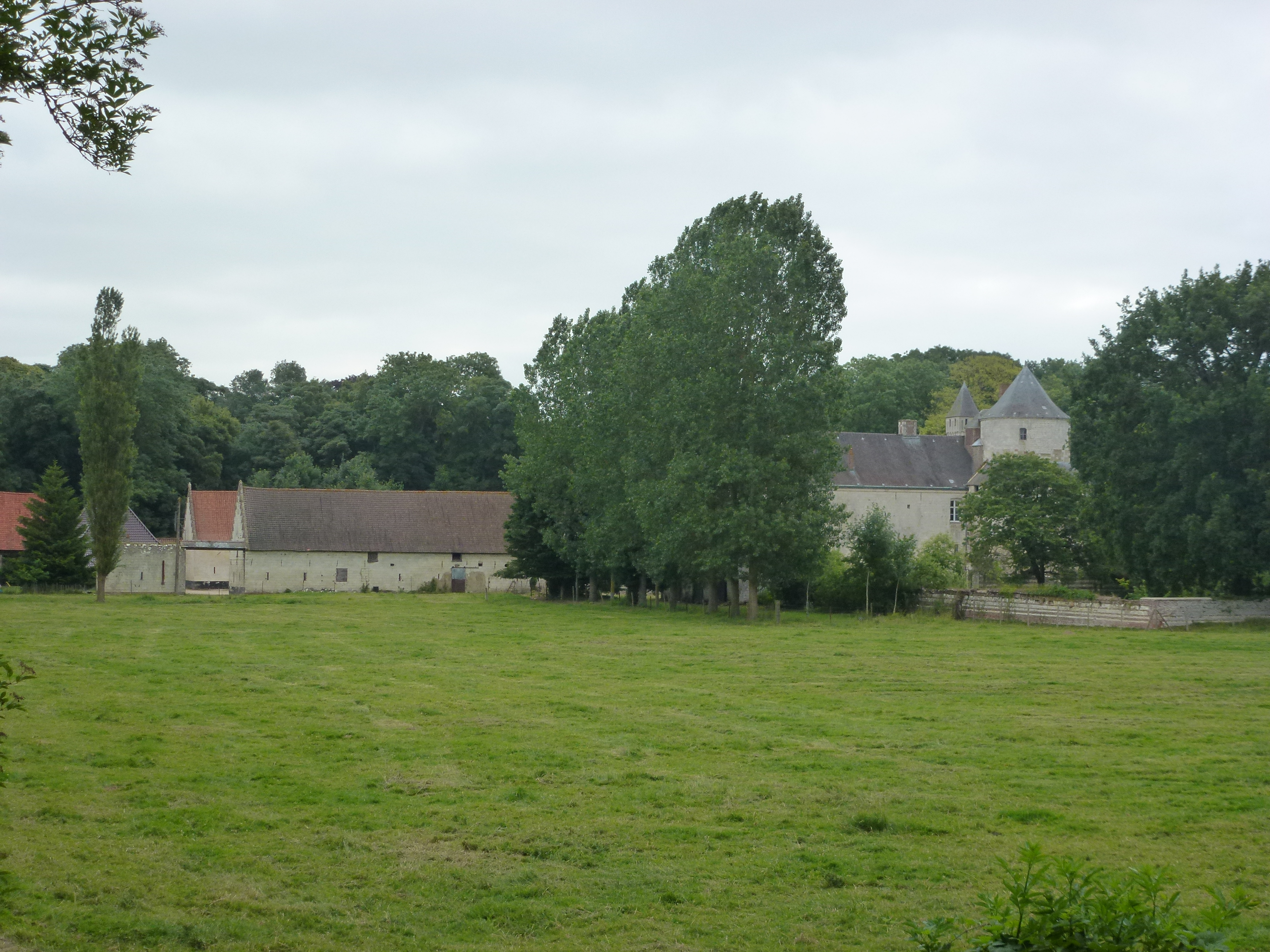
Le château vu de l'ancien chemin de fer.

#### Autres lieux et monuments
- Le pigeonnier du petit château situé près de l'église, le pigeonnier est ce qui reste du Petit Château, construit pour une vieille châtelaine du château de Liettres, pour faciliter ses visites à l'église.

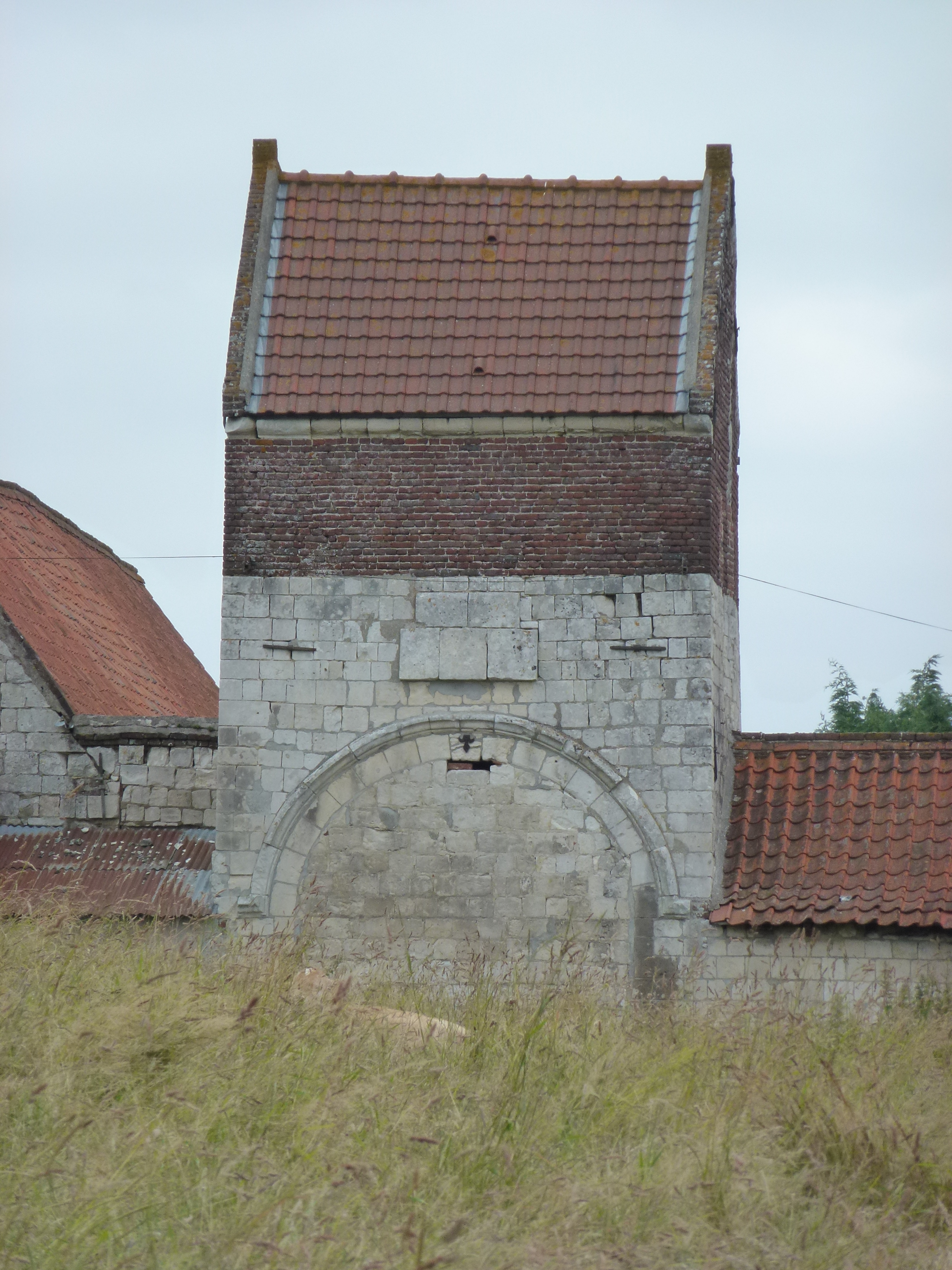
Pigeonnier du Petit château.

- L'église Saint-Pierre (XVe, XVIe, 1763 et XVIIIe siècle), est construite en pierres blanches tirées du sous-sol de la commune. Une immense salle de taille est d'ailleurs connue au bord de la route de Linghem (chemin du Pirée). Le puits d’excavation a été rebouché par sécurité il a quelques décennies seulement (on en voit toujours l’emplacement).

Reconstruite au XVIIIe siècle, (le chœur date de 1768), L’église de Liettres a conservé quelques éléments des édifices antérieurs, sur les colonnes des grandes arcades de la nef. La cloche fut refondue en 1874. L’église conserve un mobilier en grande partie des XVIIe et XVIIIe siècles. À l’extérieur, une pierre blanche scellée dans le mur méridional comporte un chronographe de 1668. À l’intérieur, une autre indique 1697.
L’église a connu plusieurs reconstructions successives et comprend donc un transept nord gothique, un côté sud du XVIIe siècle et un gros clocher bas sans ouverture avec un chaînage à refend. De son côté l'horloge a été restaurée dans les années 1985-1990 avec l'électrification de sa cloche par le maire de l'époque (M. Paul Fiévet). Dans l'église, quelques anciennes sculptures en bois : calvaire, christ aux liens et une statue de sainte Philomène.

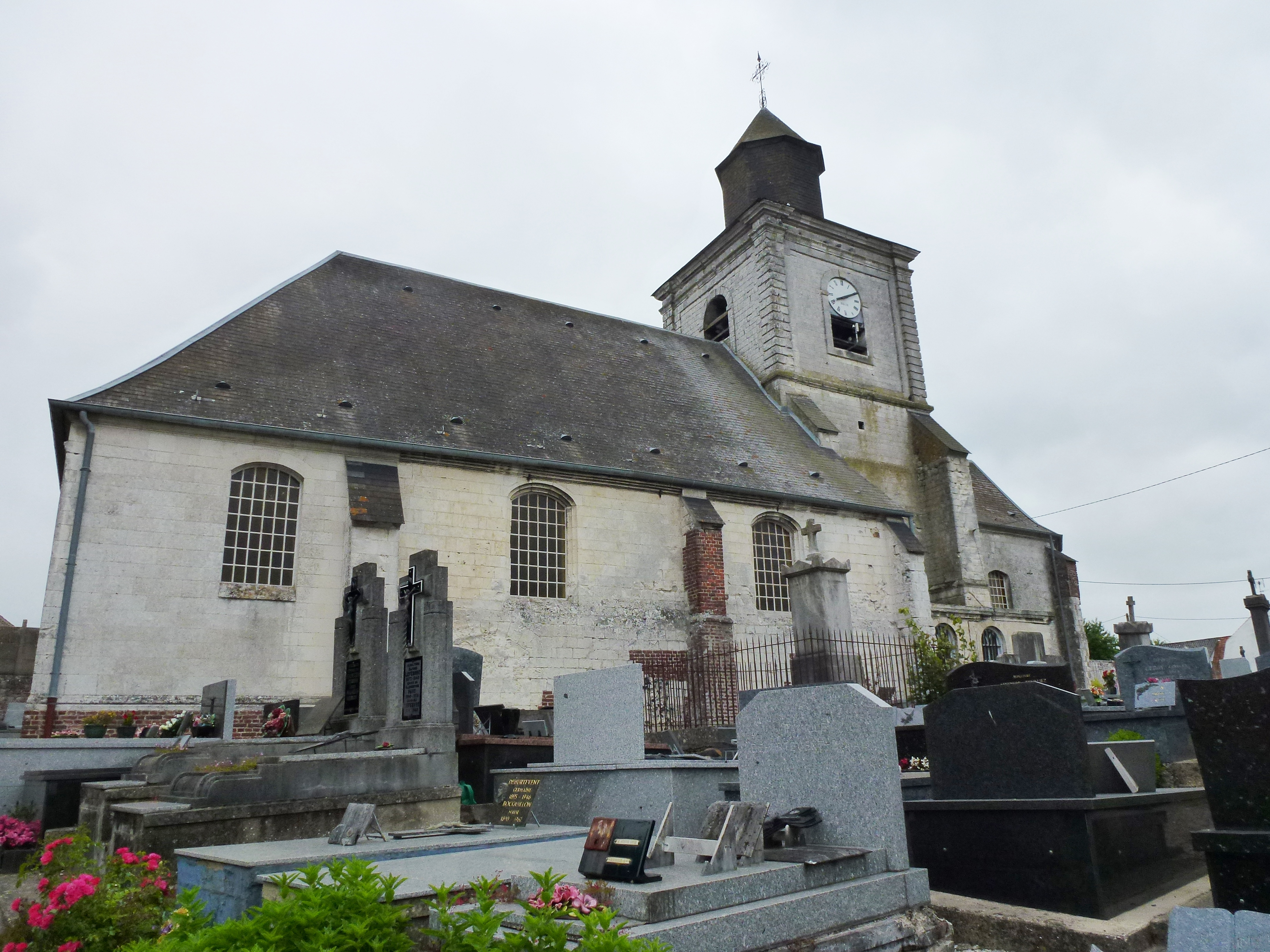
L'église Saint-Pierre.
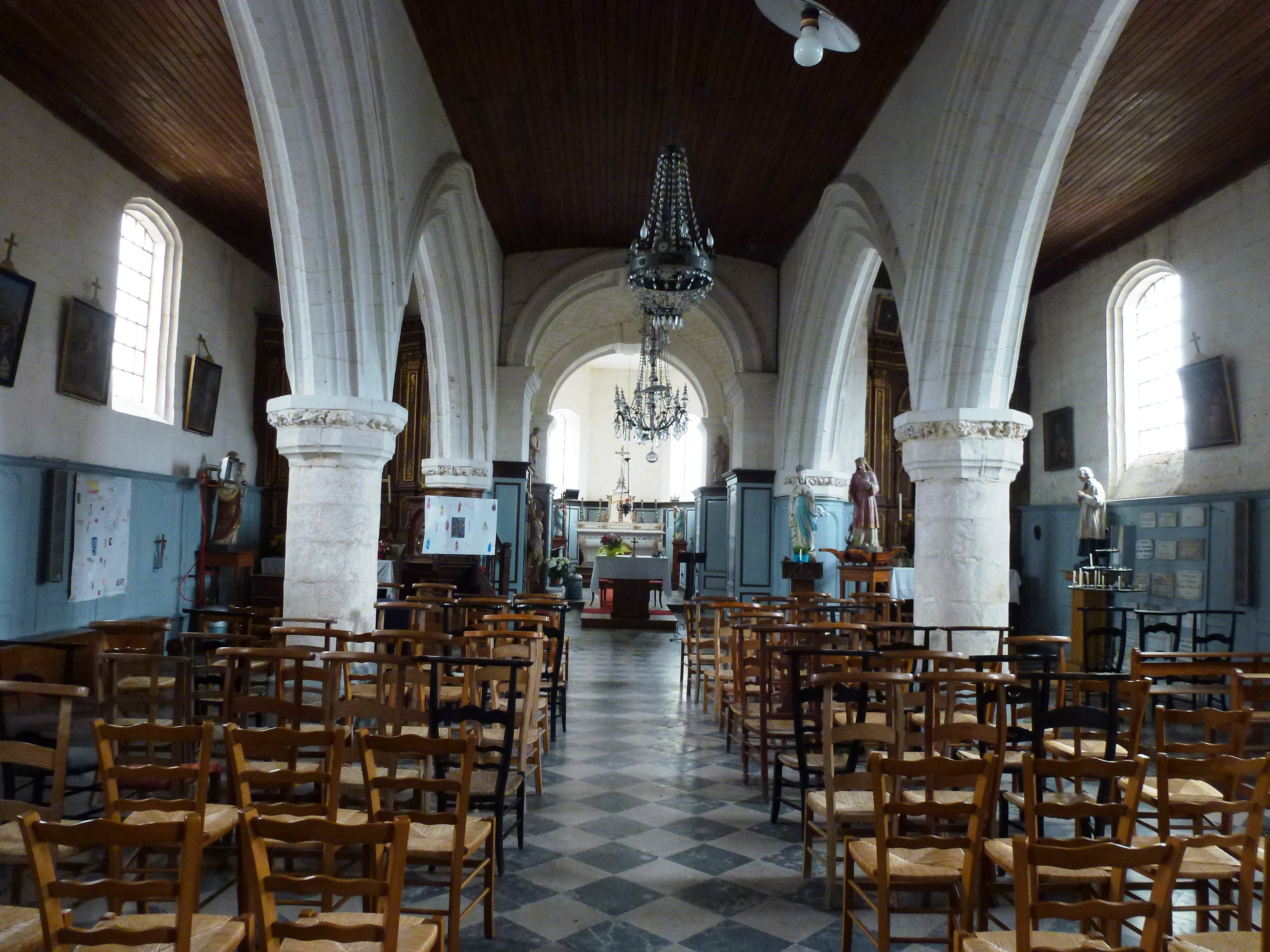
Les grandes arcades du nef de l'église.
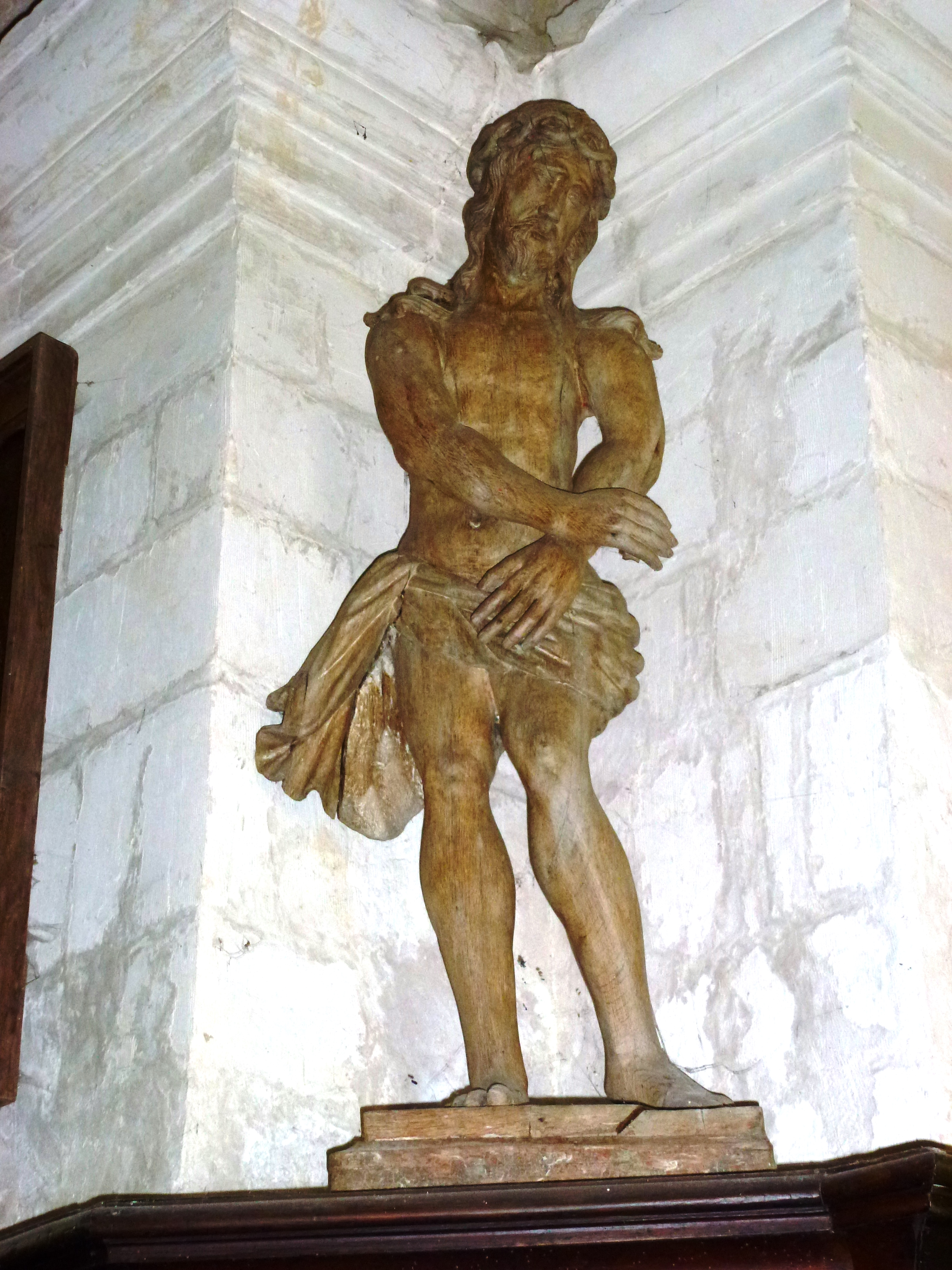
Statue du Christ aux liens.
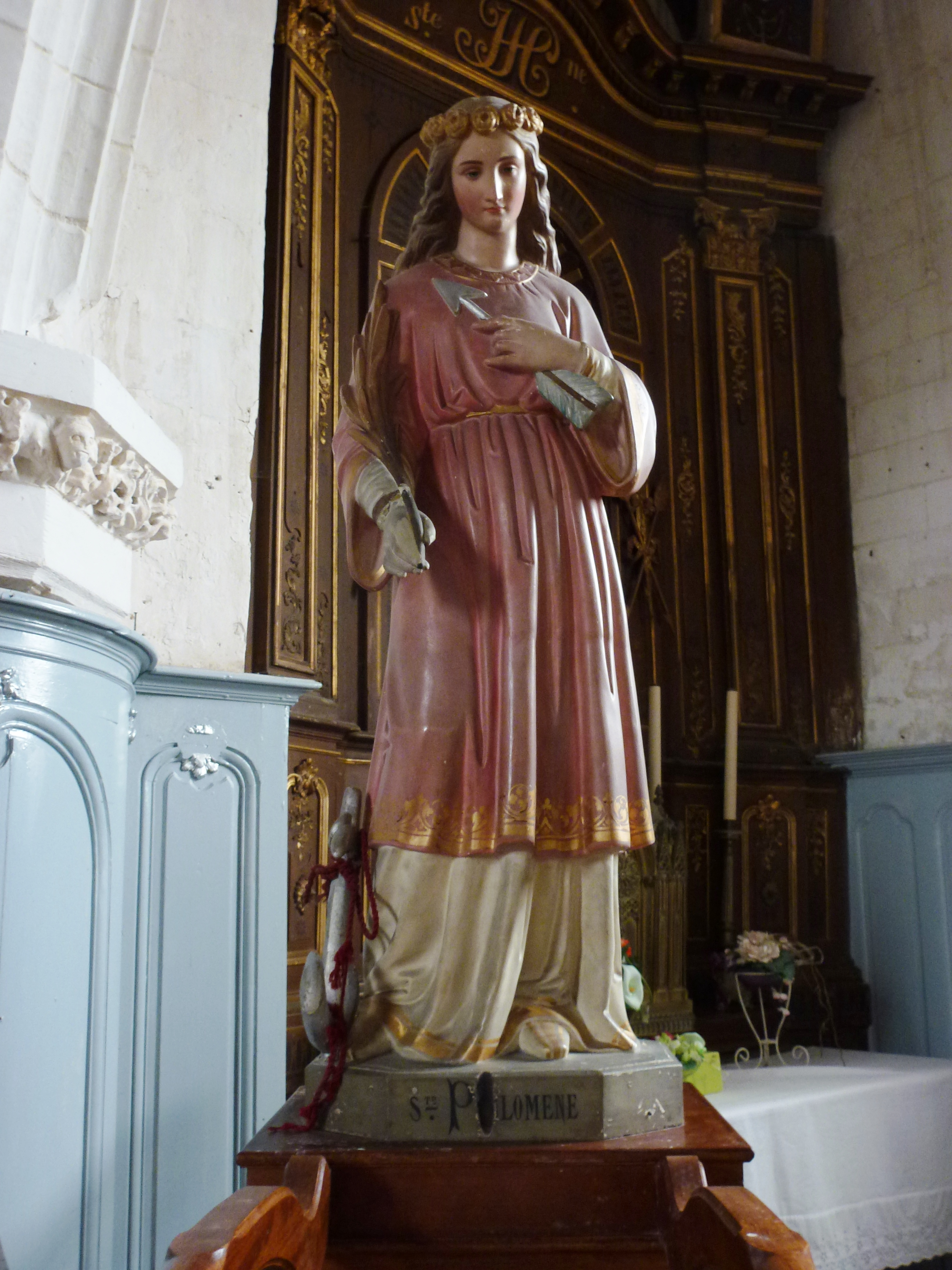
La statue de sainte Philomène.

- La chapelle de Sainte-Philomène, près du moulin, juste au bord de la route, la chapelle de Notre-Dame-de-Lourdes, dite chapelle de Sainte-Philomène a été construite par la famille Fiévet. Achetée par la commune dans les années 1990 à la suite de son abandon par les précédents propriétaires, démolie par un camion, elle a été restaurée en 2000. À l’origine, la chapelle possédait des grilles de protection à l’avant, celles-ci ont été supprimées pour agrandir le virage.
- La chapelle du Sacré-Cœur se trouve dans la rue du Château. Dans la même rue se trouve le calvaire.

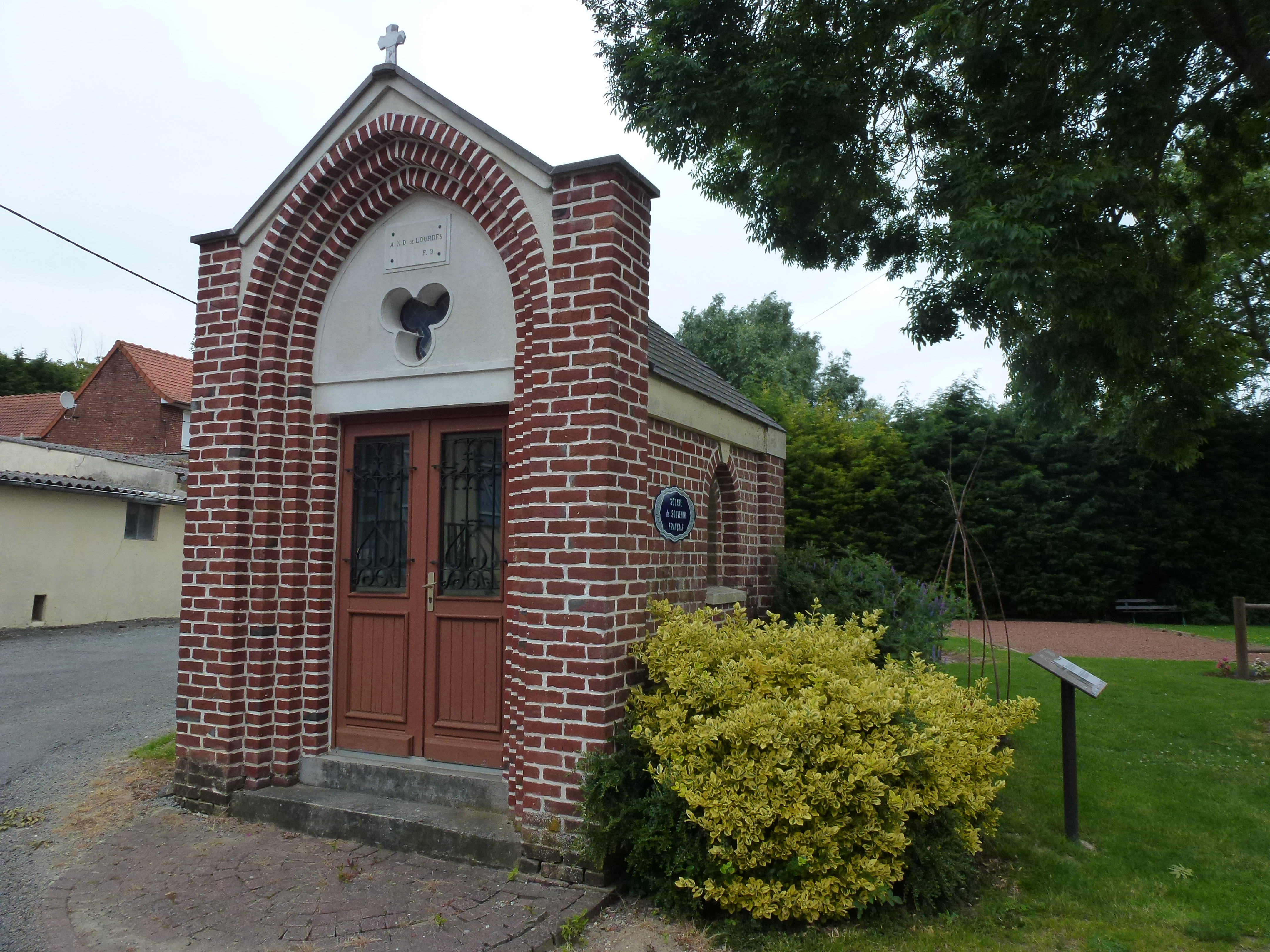
La chapelle Sainte-Philomène.
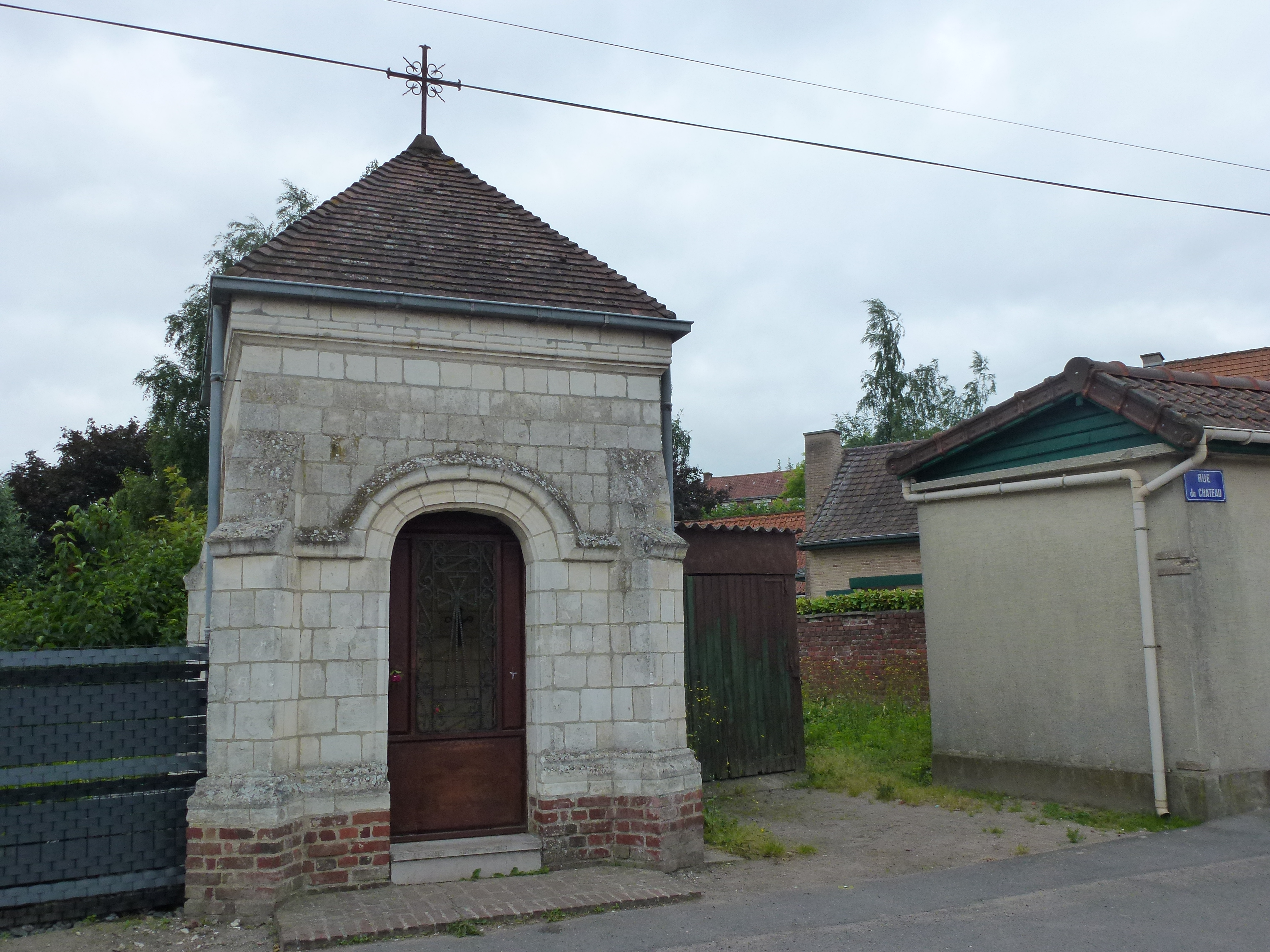
La chapelle du Sacré-Cœur.
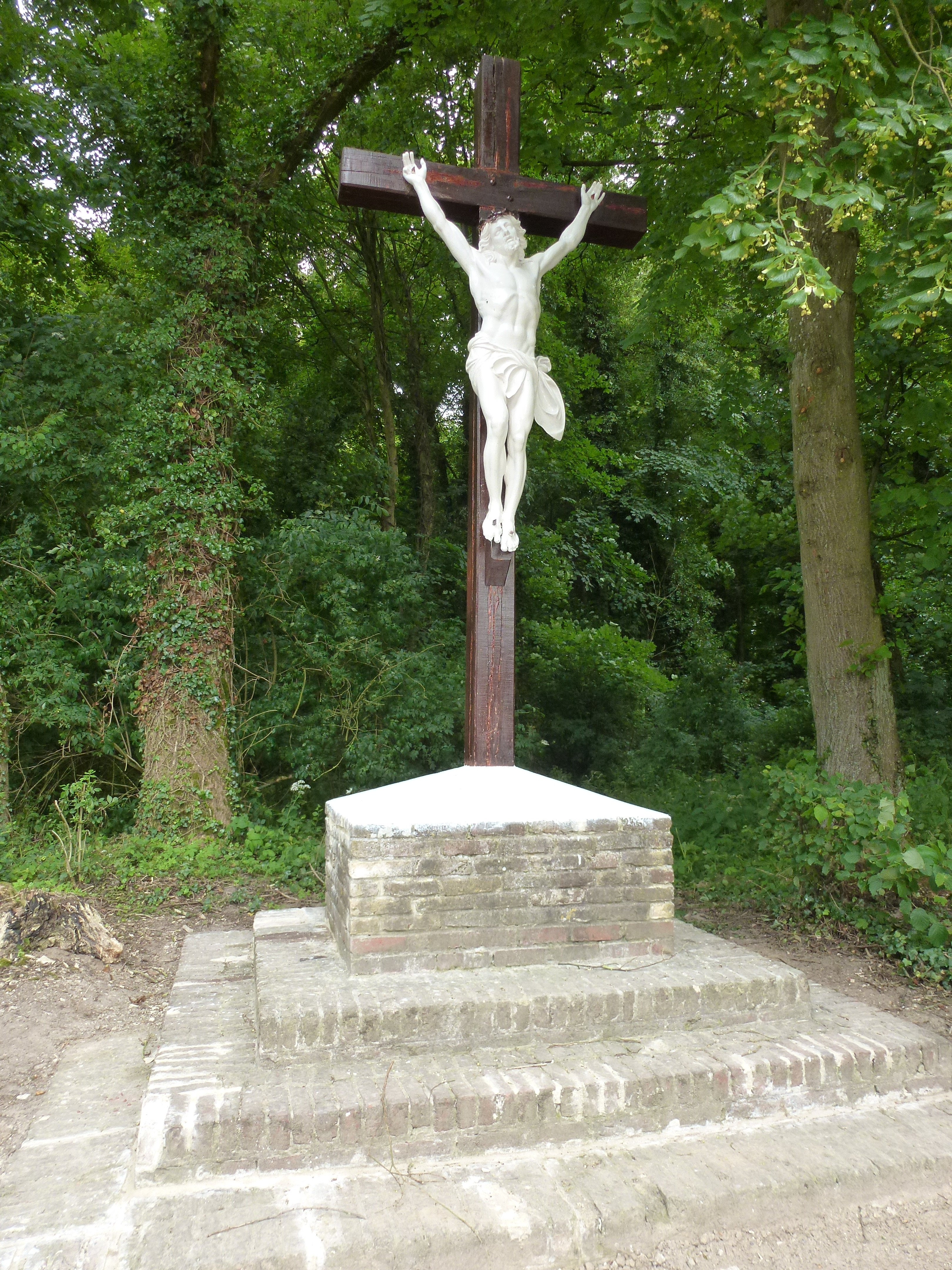
Le calvaire.

- Le monument aux morts[38].
- Le plus ancien témoignage mondial lié au cricket (1478) et l'ancien chemin de fer. Selon un document retrouvé dans les Archives nationales, le village de Liettres est le théâtre du plus ancien témoignage mondial lié au cricket, le 25 octobre 1478[39]. Dans une lettre de doléances adressée au roi de France Louis XI, il est fait mention d'une rixe et d'un décès dans le parc du futur château lors d'une partie de criquet, qui signifie en ancien français, poteau ou guichet. Pour célébrer cet événement, l'équipe de France de cricket et l'équipe du Comté du Kent se sont affrontées dans le parc du château le 14 juillet 1998, match de gala au cours duquel l'allée du Criquet a été inaugurée[37]. Les 26 et 27 septembre 2015, un tournoi international de cricket, nommé le Liettres Challenge 1478 a été créé pour célébrer chaque année le plus ancien témoignage mondial du cricket[40]. L'ancien terrain de criquet devait être situé où se trouve désormais l'allée du Criquet. Au XIXe siècle un chemin de fer passait sur ce terrain. On peut toujours voir le petit pont du chemin de fer sur la Laquette.
- L'ancien moulin sur la Laquette, situé rue du Moulin (chemin du Pirée), est construit en pierre et en brique et possédait une roue à aubes, aujourd’hui démontée. Le moulin est actuellement reconverti en gîte[41].
- L'ancien relais de poste se trouve dans la rue du Moulin. Le bâtiment héberge maintenant des chambres d'hôtes.

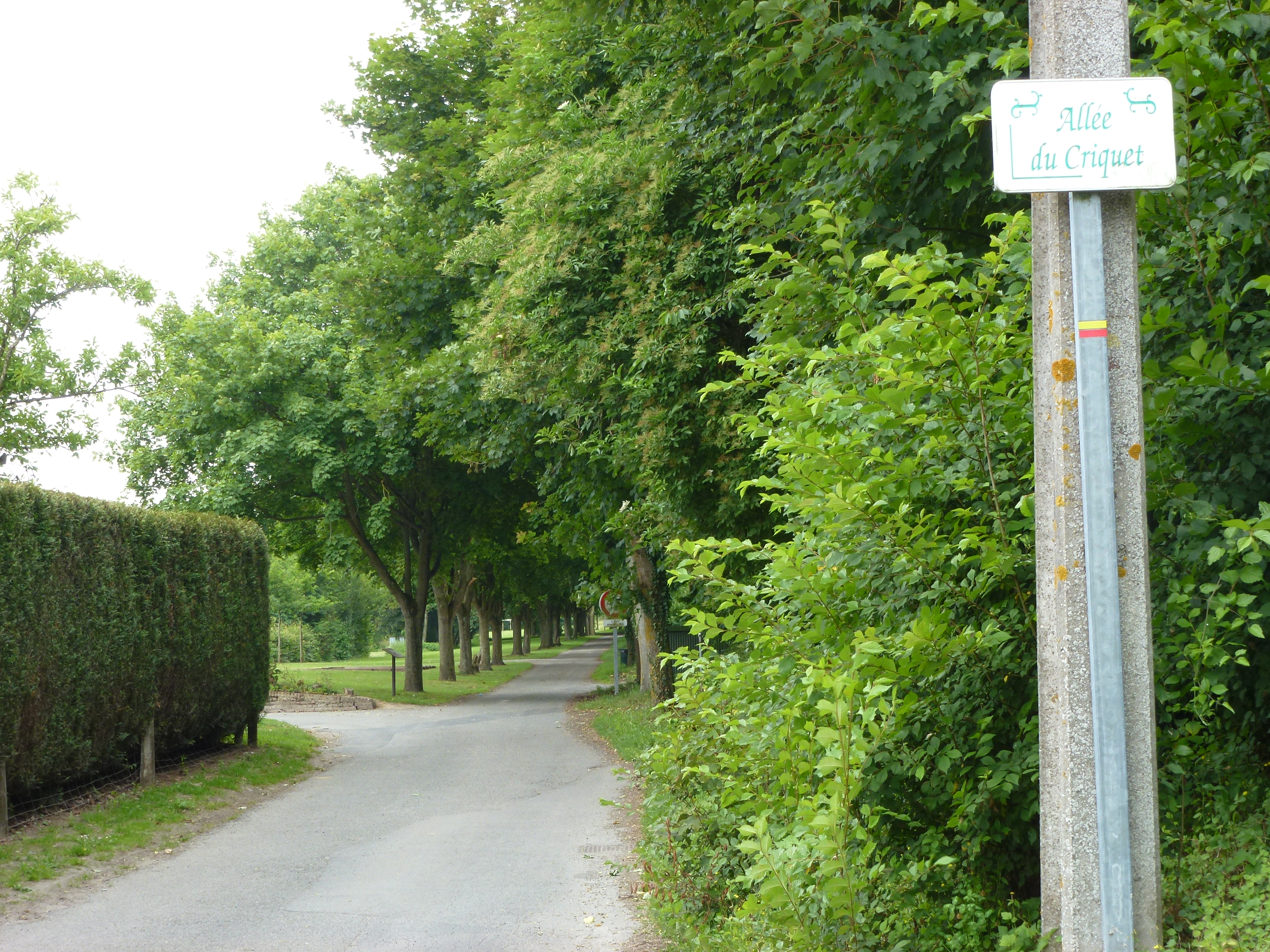
L'ancien chemin de fer et le terrain historique du Criquet.
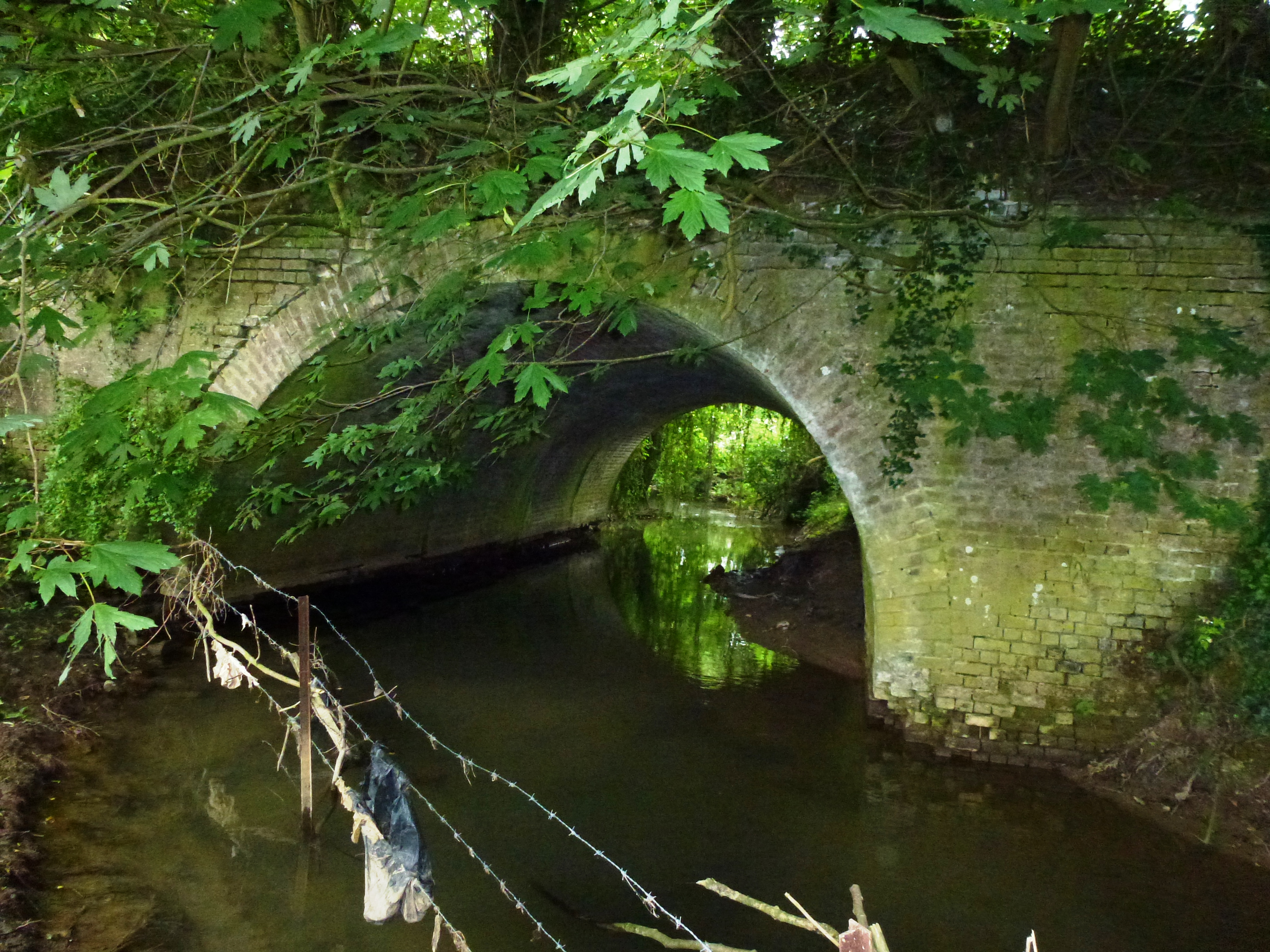
Pont de l'ancien chemin de fer sur la Laquette.
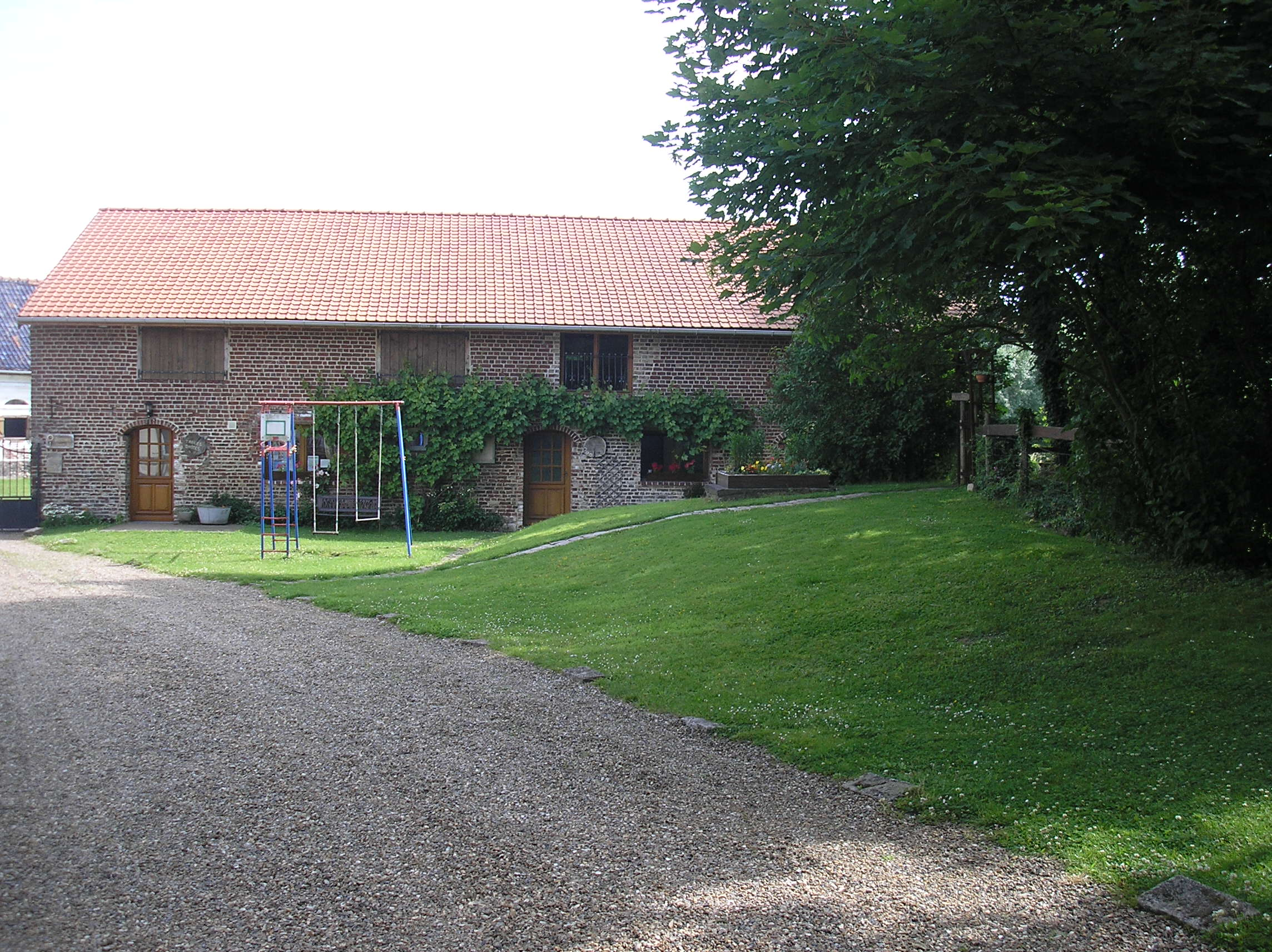
Les gîtes du Moulin.
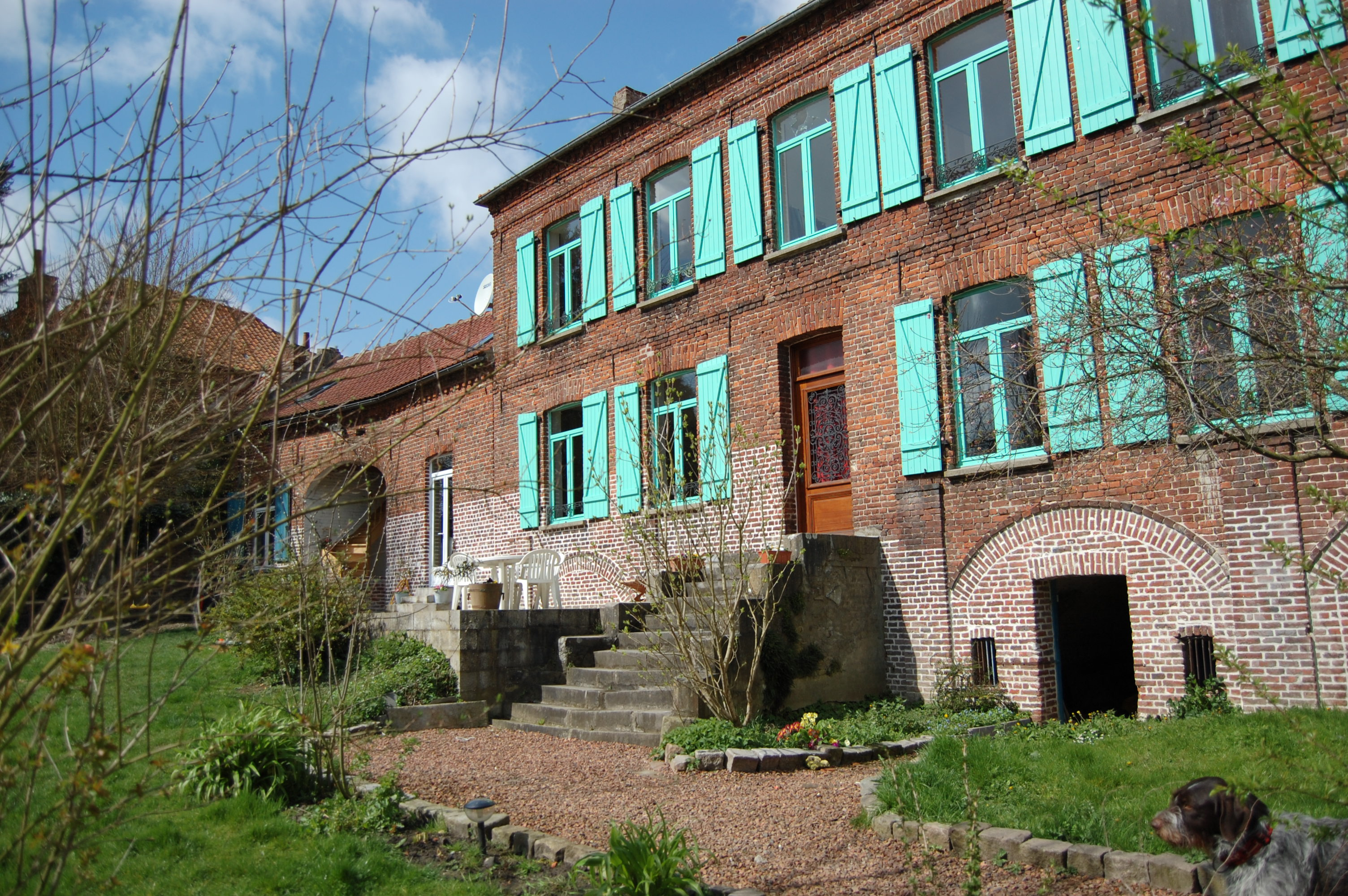
Façade arrière de l'ancien relais de poste.

### Personnalités liées à la commune
- Sainte Philomène, la patronne de Liettres dont la fête est célébrée début juillet.

### Héraldique
| Blason | Blasonnement : Parti d'argent et de gueules aux deux tours de l'un en l'autre au chef d'or. |

## Pour approfondir

#### Bases de données, dictionnaires et encyclopédies
- Ressources relatives à la géographie :   - Insee (communes)
  - Ldh/EHESS/Cassini
- Ressource relative à plusieurs domaines :   - Annuaire du service public français
- Notices d'autorité :   - BnF (données)